# Thanawut Phochai
Thanawut Phochai (thailändisch ธนาวุฒิ โพธิ์ชัย, * 2. Dezember 2005 in Khon Kaen) ist ein thailändischer Fußballspieler.

## Karriere

### Verein
Thanawut Phochai erlernte das Fußballspielen in der Jugendmannschaft des Nongbua Pitchaya FC. Als Jugendspieler wurde er die Saison 2021/22 an den Drittligisten Udon United FC ausgeliehen. Mit dem Verein aus Udon Thani spielte er in der North/Eastern Region der Liga. Im Juni 2022 kehrte er zu Nongbua zurück. Hier unterschrieb er auch seinen ersten Vertrag. Der Verein aus Nong Bua Lamphu spielte in der ersten Liga, der Thai League. Sein Pflichtspieldebüt gab er am 30. November 2022 im Achtelfinale des thailändischen Pokals gegen den Prime Bangkok FC. Sein Erstligadebüt gab Thanawut Phochai am 28. Januar 2023 (17. Spieltag) im Heimspiel gegen Chiangrai United. Bei der 1:2-Heimniederlage wurde er in der 81. Minute für Jirapan Phasukihan eingewechselt. Am Ende der Saison 2022/23 musste er mit Nongbua als Tabellenvorletzter den Weg in die Zweitklassigkeit antreten. Am Ende der Saison 2023/24 wurde er mit dem Vizemeister und stieg direkt wieder in die erste Liga auf. Mit dem U23-Team von Nongbua nahm er 2024 an der U23-Meisterschaft teil. Am Ende der Saison feierte er mit der U23 die Meisterschaft. Am Ende der Saison 2024/25 belegte er mit Nongbua den 14. Tabellenplatz und musste somit wieder in die zweite Liga absteigen.

### Nationalmannschaft
Thanawut Phochai spielte 2022 fünfmal in der U19-Nationalmannschaft sowie viermal im U23-Team. Mit der U19-Mannschaft nahm er an der AFF U19 Youth Championship teil. Hier kam er in vier Gruppenspielen sowie im Spiel um Platz 3 zum Einsatz.

## Erfolge
Nongbua Pitchaya FC
- Thailändischer Zweitligameister: 2023/24  ▲

Nongbua Pitchaya FC U23
- Thailändischer U23-Meister: 2024